# 사트마리 엘레메르
사트마리 엘레메르(헝가리어: Szathmáry Elemér, 1926년 2월 16일 - 1971년 12월 17일)는 헝가리의 수영 선수였다. 그는 1948년 런던 하계 올림픽때 800m 자유형 계주에서 은메달을 획득했다.

## 인물 정보
사트마리 엘레메르는 1926년 2월 16일에 부다페스트에서 태어났다. 그는 1947년 유럽 선수권 대회에서 2개의 동메달을 땄다. 그는 1948년 런던 올림픽 800m 자유형 계주에서 은메달을 땄다.